# Qualificazioni al Campionato europeo femminile di pallacanestro 2013
Le qualificazioni al FIBA EuroBasket Women 2013 si sono svolte dal 13 giugno al 14 luglio 2012. Le 25 nazionali partecipanti sono state divise in cinque gruppi di 5 squadre. Si sono qualificate le prime 2 di ogni girone.

## Squadre qualificate
Qualificata come paese ospitante
- Francia

Qualificate per la partecipazione alle Olimpiadi 2012
- Russia
- Gran Bretagna

Qualificate per la partecipazione al torneo FIBA di qualificazione olimpica 2012
- Turchia
- Rep. Ceca
- Croazia

## Sorteggio
Il sorteggio dei gironi si è svolto il 4 dicembre 2011 a Frisinga, in Germania. Le 25 squadre partecipanti sono state divise in 5 fasce.
| Urna 1                                          | Urna 2                                     | Urna 3                                      | Urna 4                                   | Urna 5                                          |
| ----------------------------------------------- | ------------------------------------------ | ------------------------------------------- | ---------------------------------------- | ----------------------------------------------- |
| Montenegro Lituania Lettonia Bielorussia Spagna | Polonia Grecia Slovacchia Germania Israele | Ungheria Italia Serbia Bulgaria Paesi Bassi | Ucraina Finlandia Romania Belgio Estonia | Svezia Slovenia Svizzera Portogallo Lussemburgo |

Dal sorteggio sono usciti i seguenti gruppi:
| Gruppo A                                        | Gruppo B                                   | Gruppo C                                        | Gruppo D                                | Gruppo E                                     |
| ----------------------------------------------- | ------------------------------------------ | ----------------------------------------------- | --------------------------------------- | -------------------------------------------- |
| Bielorussia Israele Ungheria Ucraina Portogallo | Montenegro Polonia Serbia Estonia Svizzera | Lituania Slovacchia Paesi Bassi Belgio Slovenia | Spagna Germania Bulgaria Romania Svezia | Lettonia Grecia Italia Finlandia Lussemburgo |

## Qualificazioni
| Legenda                                    |
| ------------------------------------------ |
| Qualificata per FIBA EuroBasket Women 2013 |

### Gruppo A
| Squadra     | Bielorussia (bandiera) | Israele (bandiera) | Ungheria (bandiera) | Ucraina (bandiera) | Portogallo (bandiera) |
| ----------- | ---------------------- | ------------------ | ------------------- | ------------------ | --------------------- |
| Bielorussia | —                      | 69 – 61            | 51 – 47             | 68 – 60            | 63 – 41               |
| Israele     | 60 – 58                | —                  | 46 – 64             | 73 – 58            | 58 – 47               |
| Ungheria    | 62 – 59                | 73 – 66            | —                   | 73 – 78            | 80 – 45               |
| Ucraina     | 51 – 55                | 71 – 68            | 73 – 66             | —                  | 92 – 38               |
| Portogallo  | 53 – 82                | 60 – 62            | 53 – 73             | 42 – 55            | —                     |

| Squadra     | P.ti | G | V | S | PF  | PS  | DP   |
| ----------- | ---- | - | - | - | --- | --- | ---- |
| Bielorussia | 14   | 8 | 6 | 2 | 505 | 435 | +70  |
| Ucraina     | 13   | 8 | 5 | 3 | 538 | 483 | +55  |
| Ungheria    | 13   | 8 | 5 | 3 | 538 | 471 | +67  |
| Israele     | 12   | 8 | 4 | 4 | 494 | 500 | -6   |
| Portogallo  | 8    | 8 | 0 | 8 | 379 | 565 | -186 |

### Gruppo B
| Squadra    | Montenegro (bandiera) | Polonia (bandiera) | Serbia (bandiera) | Estonia (bandiera) | Svizzera (bandiera) |
| ---------- | --------------------- | ------------------ | ----------------- | ------------------ | ------------------- |
| Montenegro | —                     | 59 – 50            | 85 – 68           | 81 – 61            | 69 – 39             |
| Polonia    | 53 – 50               | —                  | 76 – 74           | 77 – 52            | 64 – 51             |
| Serbia     | 72 – 56               | 67 – 62            | —                 | 101 – 50           | 88 – 64             |
| Estonia    | 54 – 86               | 58 – 65            | 58 – 97           | —                  | 58 – 62             |
| Svizzera   | 67 – 82               | 45 – 62            | 45 – 88           | 68 – 63            | —                   |

| Squadra    | P.ti | G | V | S | PF  | PS  | DP   |
| ---------- | ---- | - | - | - | --- | --- | ---- |
| Montenegro | 14   | 8 | 6 | 2 | 568 | 464 | +104 |
| Serbia     | 14   | 8 | 6 | 2 | 655 | 496 | +159 |
| Polonia    | 14   | 8 | 6 | 2 | 509 | 456 | +53  |
| Svizzera   | 10   | 8 | 2 | 6 | 441 | 574 | -133 |
| Estonia    | 8    | 8 | 0 | 8 | 454 | 637 | -183 |

### Gruppo C
| Squadra     | Lituania (bandiera) | Slovacchia (bandiera) | Paesi Bassi (bandiera) | Belgio (bandiera) | Slovenia (bandiera) |
| ----------- | ------------------- | --------------------- | ---------------------- | ----------------- | ------------------- |
| Lituania    | —                   | 78 – 64               | 88 – 47                | 61 – 53           | 65 – 46             |
| Slovacchia  | 60 – 58             | —                     | 70 – 48                | 64 – 49           | 93 – 54             |
| Paesi Bassi | 42 – 63             | 51 – 66               | —                      | 74 – 59           | 73 – 64             |
| Belgio      | 62 – 77             | 54 – 63               | 72 – 61                | —                 | 59 – 63             |
| Slovenia    | 79 – 68             | 61 – 72               | 68 – 52                | 75 – 56           | —                   |

| Squadra     | P.ti | G | V | S | PF  | PS  | DP   |
| ----------- | ---- | - | - | - | --- | --- | ---- |
| Slovacchia  | 15   | 8 | 7 | 1 | 552 | 453 | +99  |
| Lituania    | 14   | 8 | 6 | 2 | 558 | 453 | +105 |
| Slovenia    | 12   | 8 | 4 | 4 | 510 | 538 | -28  |
| Paesi Bassi | 10   | 8 | 2 | 6 | 448 | 550 | -102 |
| Belgio      | 9    | 8 | 1 | 7 | 464 | 538 | -64  |

### Gruppo D
| Squadra  | Spagna (bandiera) | Germania (bandiera) | Bulgaria (bandiera) | Romania (bandiera) | Svezia (bandiera) |
| -------- | ----------------- | ------------------- | ------------------- | ------------------ | ----------------- |
| Spagna   | —                 | 66 – 39             | 64 – 48             | 68 – 54            | 73 – 79           |
| Germania | 55 – 61           | —                   | 77 – 56             | 70 – 60            | 62 – 73           |
| Bulgaria | 51 – 79           | 67 – 60             | —                   | 68 – 70            | 60 – 80           |
| Romania  | 51 – 68           | 64 – 75             | 75 – 68             | —                  | 66 – 59           |
| Svezia   | 78 – 69           | 68 – 58             | 71 – 54             | 93 – 78            | —                 |

| Squadra  | P.ti | G | V | S | PF  | PS  | DP   |
| -------- | ---- | - | - | - | --- | --- | ---- |
| Svezia   | 15   | 8 | 7 | 1 | 601 | 520 | +81  |
| Spagna   | 14   | 8 | 6 | 2 | 548 | 455 | +93  |
| Germania | 11   | 8 | 3 | 5 | 496 | 515 | -19  |
| Romania  | 11   | 8 | 3 | 5 | 518 | 569 | -51  |
| Bulgaria | 9    | 8 | 1 | 7 | 472 | 576 | -104 |

### Gruppo E
| Squadra     | Lettonia (bandiera) | Grecia (bandiera) | Italia (bandiera) | Finlandia (bandiera) | Lussemburgo (bandiera) |
| ----------- | ------------------- | ----------------- | ----------------- | -------------------- | ---------------------- |
| Lettonia    | —                   | 63 – 46           | 71 – 52           | 80 – 47              | 70 – 44                |
| Grecia      | 63 – 49             | —                 | 53 – 64           | 72 – 49              | 70 – 62                |
| Italia      | 60 – 57             | 68 – 61           | —                 | 76 – 58              | 86 – 37                |
| Finlandia   | 65 – 62             | 52 – 66           | 62 – 82           | —                    | 114 – 54               |
| Lussemburgo | 60 – 95             | 61 – 85           | 66 – 88           | 45 – 92              | —                      |

| Squadra     | P.ti | G | V | S | PF  | PS  | DP   |
| ----------- | ---- | - | - | - | --- | --- | ---- |
| Italia      | 15   | 8 | 7 | 1 | 576 | 465 | +111 |
| Lettonia    | 13   | 8 | 5 | 3 | 547 | 437 | +110 |
| Grecia      | 13   | 8 | 5 | 3 | 516 | 468 | +48  |
| Finlandia   | 11   | 8 | 3 | 5 | 539 | 537 | +2   |
| Lussemburgo | 8    | 8 | 0 | 8 | 429 | 700 | -271 |